# MT-T
MT-T (russisch МТ-Т «Эней» – deutsch: „Aeneas“) ist der Name eines in der Sowjetunion entwickelten geländegängigen, ungepanzerten, nicht schwimmfähigen Ketten-Artillerieschleppers. Dabei steht MT-T für russisch многоцелевой тягач – тяжёлый (Mehrzweckzugmittel – schwer). Intern wurde das Fahrzeug auch als Erzeugnis 429АМ (изделие 429АМ) bezeichnet. Der MT-T sollte den AT-T ablösen.

## Entwicklungsgeschichte
In den 1970er-Jahren sollte der auf den T-54 aufbauende Artillerieschlepper AT-T, der sich bereits im Dienst der Sowjetarmee befand, durch ein moderneres Fahrzeug ersetzt werden. Ziel war es, ein Fahrzeug zu konstruieren, welches wesentliche Baugruppen mit moderneren Sowjetpanzern gemein hat. Infolgedessen wurde im Jahr 1977 der MT-T gebaut. Die Entwicklungsarbeiten wurden von O. D. Motritscha und M. P. Kalugina beim Charkower Konstruktionsbüro für Maschinenbau „A. A. Morosow“ durchgeführt. Die Produktionszahlen des MT-T waren gering, nicht zuletzt aufgrund der zunehmenden Verbreitung von Panzerhaubitzen und Selbstfahrlafetten zuungunsten der gezogenen Artillerie. In den 1980er- und 1990er-Jahren erfolgte die Konstruktion weiterer Fahrzeugtypen auf Basis des MT-T.

## Konstruktion
Das Fahrgestell  wurde vom Kampfpanzer T-64 übernommen, jedoch wurde die Wanne gedreht. Motor, Kupplung, Getriebe, Lenkgetriebe und Antriebsräder befinden sich nun im vorderen Teil des Fahrzeuges, die Leiträder des Laufwerkes im Heck. Das Führerhaus für die Besatzung bietet Platz für fünf Personen. Der 12-Zylinder-Dieselmotor W-46-6, eine leistungsreduzierte Variante des W-2 mit 710 PS bei 38,88 Litern Hubraum, befindet sich unmittelbar hinter dem Führerhaus. Das Fahrwerk besteht aus sieben Laufrollenpaaren, die Federung erfolgt über Torsionsstäbe. Die hinter dem Fahrerhaus angeordnete Metallpritsche mit einer Tragfähigkeit von maximal 12.000 kg bietet Platz für 16 weitere Soldaten.

## Varianten

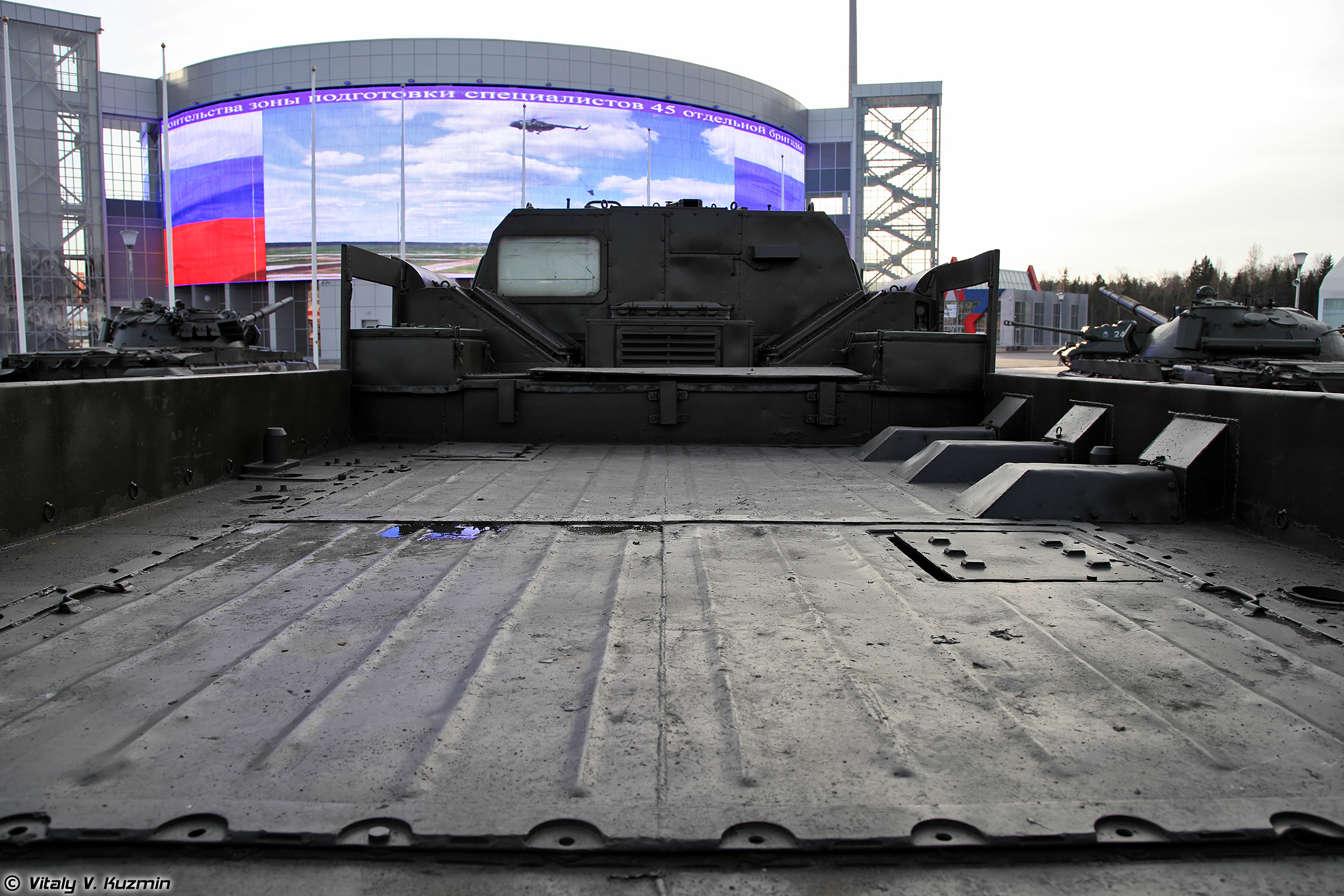
Die Ladepritsche des MT-T.

Die MT-T wurde in der Ausführung mit Pritsche und Plane als Zugmaschine für schwere Artilleriegeschütze genutzt. Daneben diente die Konstruktion als Basisfahrzeuge für verschiedene Systeme. Dazu zählen unter anderem:
- die Pioniermaschine MDK-3 (Erzeugnis 453)
- die Pioniermaschine BAT-2 (Erzeugnis 454)
- die Planierraupe BG-1[5]
- der Spezialkran KGS-25[6]
- das Universallöschfahrzeug UPG-92[7]